# اکتانال
اکتانال (به انگلیسی: Octanal) با فرمول شیمیایی C8H16O یک ترکیب شیمیایی با شناسه پاب‌کم 454 است. که جرم مولی آن 128.21204 می‌باشد. شکل ظاهری این ترکیب، مایع بی رنگ یا مایع زرد روشن است.